# 溢れる
「溢れる」（あふれる）はlego big morlの楽曲。バンド2枚目のシングルとして2009年7月22日に発売された。

## 解説
初回限定盤には、2009年5月29日の赤坂BLITZの公演のライブ映像5曲を収録したDVD『live tour 2009 “Quartette Parade”at Akasaka Blitz』が封入されている。

## 収録曲

### CD
全楽曲 作詞︰タナカヒロキ（lego big morl） 作曲︰カナタタケヒロ（lego big morl）
1. 溢れる
2. 隣の少女と僕と始まり
3. マイアシモト(THE LOWBROWS Remix)

### 初回限定盤DVD
1. Noticed?
2. cinderella syndrome
3. ワープ
4. Ray
5. 溢れる